# 貓頭鷹男孩
《貓頭鷹男孩》是一款由獨立工作室D-Pad Studio開發的平台冒險遊戲，2016年11月1日在Windows上發售，2018年2月在任天堂Switch上發售，同年4月推出PlayStation 4與Xbox One版本。
玩家扮演一位住在空中小島的貓頭鷹族男孩Otus，運用其飛行能力以及與同伴之間的合作，對抗未知海盜進攻家園的威脅，同時探索各地的古老遺跡以解開這個世界的真相。
2017年11月2日遊戲更新支援繁體中文、簡體中文字幕。

## 遊玩方式
《貓頭鷹男孩》是一款2D像素畫面的橫向卷軸兼平台類遊戲。玩家操作一位名為Otus的貓頭鷹族男孩，他能揮動翅膀自由飛行，而在在飛行中也可以抱住物品或NPC同伴，並將所抱之物投擲而出，用以攻擊敵人或解開場景中的謎題。在流程中主角也將結識多位夥伴，這些人都擁有不同的武器與特殊技能，對於戰鬥和關卡解迷助益甚多。主角也可以旋轉身體來衝撞敵人，但多半只能暈眩敵人而無法造成傷害，因此不會作為主要攻擊手段。

## 背景
故事發生在一座浮空的島嶼，主角是一位貓頭鷹族（半人半鷹）的小男孩Otus，他天生無法說話，但依然情感豐富、並且能振翅翱翔。某天一群海盜襲擊了Otus居住的村莊，為了解決這次的危機，Otus接受導師與村民們的託付，在好友的陪伴下踏上了冒險的旅程。

## 開發
《貓頭鷹男孩》的靈感來自於許多方面，其中主要源自於製作人Simon Stafsnes Andersen對於任天堂遊戲的體驗與愛好。當他遊玩《超級瑪利歐兄弟3》時受到該遊戲中一件能夠滑翔的狸貓裝所啟發，認為讓玩家向上飛行是一個有趣的想法。此外《光神話系列》中2D橫向卷軸式的地圖與飛行移動設計、《洛克人系列》的武器切換系統與BOSS戰鬥、《薩爾達傳說系列》個性鮮明的NPC設計，都為製作團隊提供不少靈感。
本作開發始於2007年，最初預定在PC和XBLA平台上推出，不過最終並未在XBLA發售。製作組D-Pad Studio是一個由5人組成的小團隊，成員來自於挪威、德州、加拿大等地。遊戲開發過程耗費近10年之久，原因眾多，開發初期重要成員離開團隊、人際關係與資金的壓力、遊戲引擎XNA的缺陷與調整、對遊戲品質的要求...等諸多複雜因素皆有影響，此外在2013年夏季D-Pad團隊還抽空開發另一款小品遊戲《Savant - Ascent》。2011年8月製作組在網路上發布了《貓頭鷹男孩》的試玩版讓玩家能體驗部分遊戲內容。在2013年和2016年的PAX遊戲展上皆有宣傳遊戲內容，而在2016年8月的PAX展期間官方公布發售日確定為2016年11月1日。
2017年11月官方宣布遊戲將在2018年2月13日登上PlayStation 4、Xbox One、任天堂Switch平台。2018年2月7日官方宣布將於同年5月推出PlayStation 4和Switch的實體版，同時透露PlayStation 4和Xbox One版將延後推出且日期未定。2018年4月10日，PlayStation 4和Xbox One版正式發售。

## 評價

### 發售前
《貓頭鷹男孩》在發售前已受到不少媒體的關注與期待。Kotaku的編輯在2013年談到本作時曾說由於其開發時間如此漫長想必成品值得等待，此外迷人的美術風格也讓他形容就像是《薩爾達傳說 風之律動》出現在Mega Drive平台上。VG247形容本作是一款外表相當優雅的2D像素畫風平台遊戲。Rock, Paper, Shotgun感嘆一則讓人苦惱且不幸的消息－那就是直到2013年了但遊戲仍未公布發售日期。Kill Screen網站將本作和另一款開發歷程同樣冗長的獨立遊戲《FEZ》拿來比較，認為這兩款作品都是由獨立工作室開發的復古風格平台類遊戲、在發售前都曾做出不少承諾但發售日似乎遙遙無期。

### 發售後
遊戲發售後受到廣大的讚賞與好評，在Metacritic上也獲得了88/100的媒體平均分數。IGN給予遊戲9.3/10的分數，同時寫到遊戲如此耀眼要歸功於那充滿驚喜、類銀河惡魔城式的遊戲方式，以及各種出人意料卻又迷人的英雄角色。
直到2017年4月為止遊戲發售超過10萬份。

## 外部連結
- 官方网站（英文）